# Wilhelm von Leeb
Pour les articles homonymes, voir Leeb.
Wilhelm Josef Franz Ritter von Leeb, né le 5 septembre 1876 à Landsberg am Lech et mort le 29 avril 1956 à Füssen, est un Generalfeldmarschall (maréchal) allemand qui a servi au sein des forces armées de son pays dans la première moitié du XXe siècle, en particulier au cours des deux guerres mondiales.

## Biographie

### Empire allemand et Première Guerre mondiale
Il est fils d'un officier roturier de l'armée bavaroise, le major Leeb.
En 1895, Wilhelm Leeb entre en tant qu'aspirant au 4e régiment d'artillerie de campagne (de). En 1897, il est promu Leutnant (sous-lieutenant). Il participe au sein du corps d'Extrême-Orient allemand à la répression de la révolte des Boxers en Chine. De 1903 à 1907, il fréquente l'école de guerre de Bavière à Munich, où il est promu Oberleutnant (lieutenant) en 1905.
Entre 1907 et 1909, Leeb occupe un poste d'officier d'état-major, d'abord au sein de l'état-major bavarois, puis à l'état-major prussien à Berlin jusqu'en 1911. Entre 1912 et 1914, Leeb qui est entretemps promu Hauptmann (capitaine), exerce la fonction de chef de batterie au sein du 10e régiment d'artillerie bavarois. Lorsque la Première Guerre mondiale éclate, il est officier d'état-major au sein du 1er corps d'armée royal bavarois.
Durant la guerre, Leeb exerce la fonction de premier officier d'état-major au sein de la 11e division d'infanterie bavaroise. En 1915, pour sa participation à l'offensive de Gorlice-Tarnów, à la prise de la forteresse de Przemyśl ainsi qu'au franchissement du Danube (campagne de Serbie), il reçoit l'ordre militaire de Maximilien-Joseph, ce qui le fait accéder à la noblesse et lui permet de faire précéder son nom du titre Ritter (chevalier) suivi de la particule von (équivalent du "de" de la noblesse française).
En 1916, Leeb est promu au grade de Major (commandant). De mai 1917 à la fin du conflit, il est affecté au front de l'ouest à l'état-major du groupe d'armées "Kronprinz Rupprecht".

### République de Weimar

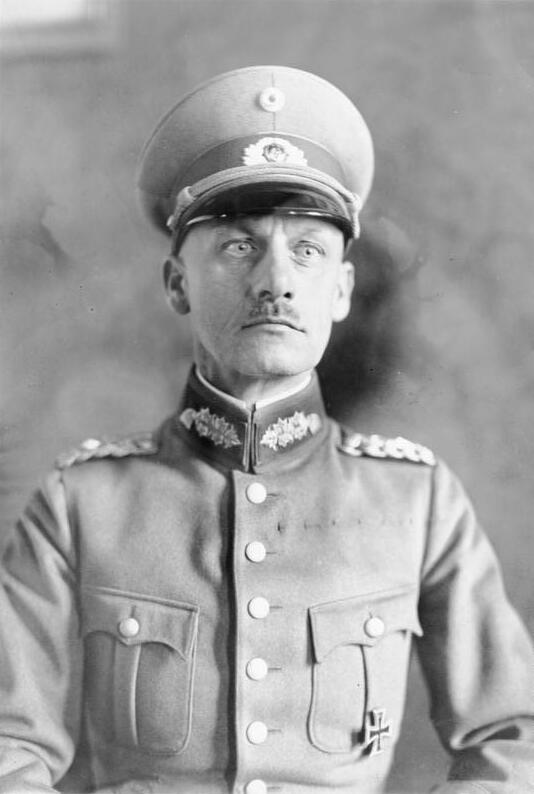
Wilhelm von Leeb en 1930.

Leeb reste dans l'armée après la guerre, continuant ainsi sa carrière dans la nouvelle Reichswehr. Durant cette période, il occupe différents postes dans les districts militaires (Wehrkreise) II (Stettin) et VII (Munich). En 1929, il est promu Generalleutnant et, en 1930, il devient commandant du district militaire VII et de la 7e division.

### Troisième Reich et Seconde Guerre mondiale
Après l'arrivée au pouvoir de Hitler, Leeb, en tant que catholique conservateur, se montre critique envers le nouveau régime, mais poursuit néanmoins sa progression au sein de la Wehrmacht. En raison de ses états de services exemplaires, Hitler le nomme commandant du IIe groupe d'armées et, en 1934, il est promu au grade de General der Artillerie. Début 1938, Leeb est mis à la retraite, mais il est rappelé au service actif dès juillet et prend part à l'annexion de la région des Sudètes en tant que commandant de la 12e armée. À la fin de cette action, il est à nouveau mis à la retraite.
Durant l'été 1940, Leeb est rappelé une seconde fois au service actif. Hitler le nomme commandant du groupe d'armées C qui défend le front ouest pendant la campagne de Pologne.
Après celle-ci, c'est la drôle de guerre et Hitler veut passer à l'offensive à l'ouest. Pendant la planification qui s'ensuit, Leeb s'oppose en vain à cette idée (il n'est pas le seul parmi les généraux) qu'il estime être une faute politique, militaire et économique. Il ne croit pas possible une offensive victorieuse contre les Alliés franco-britanniques, et craint pour l'unité du peuple allemand,. Lors de la bataille de France, son groupe d'armées a une mission essentiellement défensive lors de la première phase des opérations (Fall Gelb), il est ensuite chargé de la « percée » de la ligne Maginot en mai 1940. Pour la réussite de cette action, la Croix de chevalier de la Croix de fer lui est remise et il est promu Generalfeldmarschall.
Leeb participe à l'opération Barbarossa, au commandement du groupe d'armées Nord dont la mission est d'occuper les États baltes et Léningrad.
Bien que ses armées obtiennent des succès éclatants pendant les premiers mois, Hitler n'est pas satisfait : « Leeb fait sa deuxième enfance et, comme un catholique typique, il préfère prier que combattre »[réf. nécessaire]. Il est donc limogé en janvier 1942 et remplacé par le Generaloberst Georg von Küchler. Versé dans la Führerreserve, von Leeb ne joue dès lors plus aucun rôle militaire actif.

### Après guerre

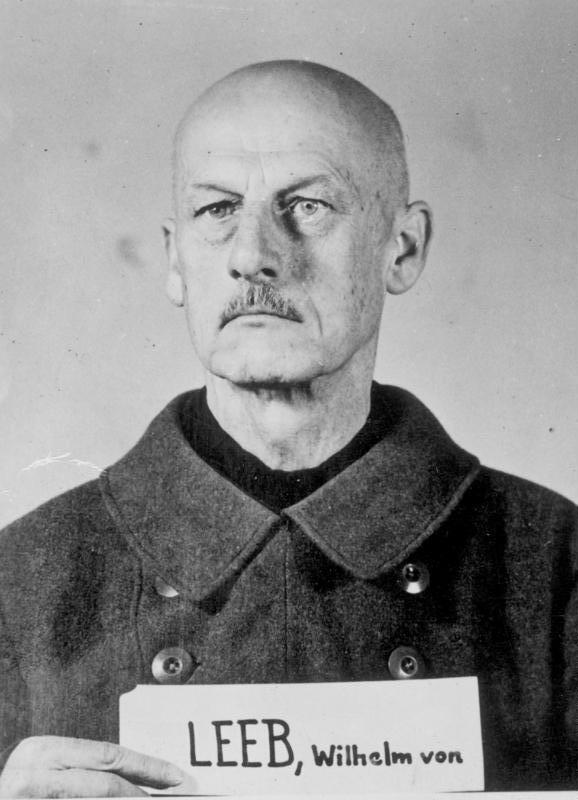
Wilhelm von Leeb en 1948 lors du procès du Haut Commandement militaire de Nuremberg.

Leeb est arrêté par les Américains en mai 1945 et est condamné à 3 ans de prison lors du procès du Haut Commandement militaire qui se tient à Nuremberg en 1948. Après le procès, il est remis en liberté, car sa peine est considérée comme déjà purgée en raison de sa captivité depuis 1945.
Leeb meurt en 1956 à 79 ans, à Füssen.

## Promotions
- Fahnenjunker - 1er décembre 1895
- Fähnrich - 18 janvier 1896
- Leutnant - 3 mars 1897
- Oberleutnant - 13 mai 1905
- Hauptmann - 7 mars 1912
- Major - 19 mai 1916
- Oberstleutnant - 28 décembre 1920
- Oberst - 1er février 1925
- Generalmajor - 1er février 1929
- Generalleutnant - 1er décembre 1929
- General der Artillerie - 1er janvier 1934
- Generaloberst - 28 février 1938 (lors de sa 1re mise à la retraite)
- Generaloberst - 1er novembre 1939
- Generalfeldmarschall - 19 juillet 1940

## Décorations militaires
- Croix de fer (1914)[4]
  - 2e Classe
  - 1re Classe
- Croix de chevalier de l'Ordre royal de Hohenzollern avec glaives[4]
- Croix de chevalier de l'Ordre militaire de Maximilien-Joseph de Bavière[4] le 2 mai 1915
- Ordre bavarois du Mérite militaire 3e Classe avec épées[4]
- Croix de chevalier de l'Ordre de la Couronne de Wurtemberg avec épées[4]
- Croix hanséatique de Hambourg et de Brême
- Étoile de Gallipoli
- Croix d'honneur
- Médaille de service de la Wehrmacht 4e à 1re Classe
- Médaille des Sudètes avec barrette du château de Prague
- Agrafe de la Croix de fer (1939)
  - 2e Classe
  - 1re Classe
- Croix de chevalier de la Croix de fer
  - Croix de chevalier le 24 juin 1940 en tant que Generaloberst et commandant du Heeresgruppe C